# Parti de la société démocratique (Maroc)
Pour les articles homonymes, voir Parti de la société démocratique.
Le Parti de la société démocratique (PSD) est un parti politique marocain créé en 2007. Il est fondé principalement par d'anciens cadres du Parti du progrès et du socialisme (PPS).
Lors des élections législatives de 2011, le parti n'a obtenu aucun siège à la Chambre des représentants.

## Représentation législative
Lors de sa participation aux élections législatives de 2011, le parti n'a obtenu aucun siège à la Chambre des représentants.

## Représentation communale
Lors de sa participation aux élections communales de 2009, le parti a obtenu 12 sièges dans les communes marocaines.